# Nguyễn Thành Phương
Nguyễn Thành Phương (1912-?) là một chỉ huy quân sự cao cấp trong Đạo Cao Đài. Ông từng là Tổng chỉ huy Quân đội Cao Đài, giữ vai trò như một quân phiệt cát cứ trong thời kỳ nửa cuối Chiến tranh Đông Dương, về sau quy thuận Chính phủ Quốc gia Việt Nam, rồi phục vụ cho Chính quyền Việt Nam Cộng hòa với cấp bậc Trung tướng. Ông xuất thân từ trường Nội ứng Nghĩa đinh do Quân đội Pháp huấn luyện tại miền Tây Nam phần. Ông đã cùng người anh tham gia hoạt động trong Việt Nam Phục quốc Hội do Kỳ ngoại Hầu Cường Để lãnh đạo với sự hậu thuẫn của Quân đội Nhật vào thời kỳ Nhật đảo chính Pháp để chiếm đóng Đông Dương. Sau ra hợp tác với Quân đội Quốc gia dưới thời Quốc trưởng Bảo Đại và kế tiếp là Thủ tướng Ngô Đình Diệm trong Lực lượng Cao Đài Liên minh.

## Thân thế
Ông sinh năm 1912 tại Rạch Giá (nay thuộc tỉnh Kiên Giang) trong một gia đình đại điền chủ giàu có. Do điều kiện gia đình, thời trẻ, ông được cho ăn học và đã học xong Trung học Phổ thông Đệ nhất cấp theo chương trình Pháp. Khi những tín đồ Cao Đài đầu tiên đến truyền giáo ở vùng Rạch Giá, ông sớm tỏ ra hâm mộ những giáo thuyết của tôn giáo này.
Do gia đình ông có xưởng mộc, khoảng cuối thập niên 1930, ông cùng rời Rạch Giá lên Thánh địa Tây Ninh tham gia công tác xây cất Tòa Thánh dưới sự chỉ đạo của Hộ pháp Phạm Công Tắc, bấy giờ là Chưởng quản Nhị Hữu hình Đài, nắm quyền lãnh đạo Hội Thánh. Đây là khởi đầu cho mối quan hệ của ông với Hộ pháp Phạm Công Tắc sau này.

## Khởi đầu sự nghiệp quân sự
Tuy nhiên, đến giữa năm 1941, chính quyền thực dân Pháp lo ngại trước các hoạt động của đạo Cao Đài nên đã cho bắt giữ Hộ pháp Phạm Công Tắc và một số chức sắc cao cấp khác đày đi Madagascar. Đồng thời quân lính Pháp chiếm đóng Tòa Thánh làm nhà xe và chỗ ở, đuổi các chức sắc và công thợ ra khỏi Thánh địa. Ông rời Tây Ninh về thành phố Sài Gòn, được một chức sắc cao cấp của đạo Cao Đài là Phối sư Thượng Vinh Thanh Trần Quang Vinh, cộng tác với người Nhật, chiêu mộ tham gia công việc đóng tàu của hãng Nitinan. Với sự hậu thuẫn của người Nhật, Giáo sư Vinh bí mật tổ chức một đơn vị bán quân sự lấy tên là Nội ứng Nghĩa binh, với thành phần nòng cốt là các thanh niên tín đồ Cao Đài, với danh nghĩa phò trợ Kỳ Ngoại hầu Cường Để, được các sĩ quan Nhật huấn luyện. Ông cùng người anh trai Nguyễn Thành Danh bí mật gia nhập Việt Nam Phục quốc Hội, tích cực học tập quân sự và được phong chức Vệ úy (tương đương cấp bậc Thượng sĩ). Năm 1942, ông được cho theo học bổ túc quân sự ở Trường Huấn luyện Quân sự Nội ứng Nghĩa đinh Cái Vồn. Ra trường là sĩ quan chỉ huy trong đội Nội ứng Nghĩa binh tại Tòa thánh Cao Đài Tây Ninh. Khi Nhật đảo chính Pháp ngày 9 tháng 3 năm 1945, ông cùng các đội viên Nội ứng Nghĩa binh hỗ trợ quân Nhật lùng bắt các sĩ quan Pháp. Nhờ công trạng này, ông được Phối sư Thượng Vinh Thanh phong vượt cấp lên Thiếu tá chỉ huy đội Nội ứng Nghĩa binh.
Nhưng chỉ vài tháng sau, Nhật Bản tuyên bố đầu hàng. Những người Việt Minh, vốn đã tích cực chuẩn bị từ trước, chớp thời cơ giành được chính quyền, tuyên bố độc lập và thành lập nhà nước Việt Nam Dân chủ Cộng hòa. Để khôi phục quyền cai trị thực dân, quân Pháp nhanh chóng đổ bộ tái chiếm Nam Bộ. Chính quyền Việt Minh tại Nam Bộ đã huy động toàn bộ các đơn vị vũ trang tham gia kháng chiến. Với kinh nghiệm quân sự từ Nội ứng Nghĩa binh, ông đã tập hợp được một đơn vị vũ trang, tham gia chiến đấu ở mặt Đông Bắc Sài Gòn. Thời gian này, ông lấy bí danh là Nguyễn Thanh Bạch.

## Chỉ huy quân đội Cao Đài
Trước sức mạnh của quân Pháp, các mặt trận kháng Pháp xung quanh Sài Gòn nhanh chóng tan vỡ. Ông bèn đưa đơn vị của mình về lại Tây Ninh tìm cách tổ chức lại. Nhờ có sự hỗ trợ từ các tín đồ Cao Đài, đơn vị ông được bổ sung và phát triển. Khi phái viên Nguyễn Bình vào Nam thống nhất các lực lượng vũ trang, đơn vị dưới quyền ông được đặt phiên hiệu là Chi đội 7, về danh nghĩa trực thuộc Vệ quốc đoàn nhưng trên thực tế là một lực lượng vũ trang cát cứ của giáo phái, không chịu sự điều động của Ủy ban Quân sự Nam Bộ.
Để tranh thủ thêm đồng minh trong cuộc chiến chống Việt Minh, chính quyền Pháp cho phép Hộ pháp Phạm Công Tắc trở về Tòa Thánh vào tháng 8 năm 1946. Ông đưa đơn vị thuộc quyền quy thuận dưới sự lãnh đạo của Hộ pháp Phạm Công Tắc. Hộ pháp Phạm Công Tắc cải đơn vị ông thành Cơ Thánh Vệ Tòa Thánh Tây Ninh, vẫn do ông làm Chỉ huy trưởng với cấp bậc Trung tá. Lúc này ông đã lấy lại tên cũ là Nguyễn Thành Phương.
Năm 1949, Hộ pháp Phạm Công Tắc thống nhất các đơn vị vũ trang của giáo phái Cao Đài thành Quân đội Cao Đài. Phối sư Trần Quang Vinh được chỉ định làm Tổng Tư lệnh Quân đội Cao Đài với cấp bậc Trung tướng. Năm 1951, ông được Hộ pháp Phạm Công Tắc phong cấp bậc Đại tá và chỉ định làm Tham mưu trưởng Quân đội Cao Đài thay thế tướng Nguyễn Văn Thành lên làm Tổng Tư lệnh. Anh trai ông là Nguyễn Thành Danh cũng được bổ nhiệm là Đệ nhất Trưởng phòng trong Bộ Tham mưu Quân đội Cao Đài. Lực lượng Quân đội Cao Đài bấy giờ về danh nghĩa liên minh với Quân đội Quốc gia Việt Nam chống Việt Minh nhưng trên thực tế vẫn duy trì tình trạng cát cứ ở những vùng có đông tín đồ Cao Đài.

## Mâu thuẫn Đạo - Đời
Từ cuối năm 1952, mâu thuẫn giữa các chỉ huy quân đội Cao Đài và các chức sắc tôn giáo Cao Đài trở nên gay gắt. Trên thực tế, các đơn vị quân đội Cao Đài dần bị quân phiệt hóa, thành phần binh sĩ là tín đồ trở thành thiểu số như trong lời phê của Hộ pháp Phạm Công Tắc: "Theo Bần Đạo đã biết thì trong Quân đội còn thiệt số tín đồ Đạo rất ít và Bần Đạo đã biết còn bao nhiêu người là ngoại Đạo, nha trảo của mấy vị Đại Sĩ Quan trong Quân đội; nên mới đang tâm hiếp Đạo, khinh rẻ Hội Thánh". Tướng Nguyễn Văn Thành dần lạm quyền và không tuân phục quyền đạo của Hộ pháp Phạm Công Tắc, vì vậy, tháng 10 năm 1953, Hộ pháp Phạm Công Tắc ra đạo lệnh cách chức tướng Nguyễn Văn Thành, cử Giáo sư Trần Quang Vinh tạm quyền Tổng Tư lệnh. Ông cũng được thăng cấp Thiếu tướng kiêm thêm chức vụ Ủy viên thường trực Việt Nam Phục quốc Hội, vẫn giữ vai trò Chỉ huy trưởng Cơ Thánh Vệ nhưng đơn vị ông bị buộc phải đóng ngoài Tòa Thánh. Chức vụ Tham mưu trưởng quân đội Cao Đài được giao lại cho Đại tá Trương Lương Thiện.
Theo hồi ký của Phối sư Trần Quang Vinh, ngày 1 tháng 11 năm 1953, theo lệnh của Hộ pháp Phạm Công Tắc, 39 chức sắc cao cấp của Tòa Thánh Tây Ninh họp bàn về việc đề cử tân Tổng Tư lệnh Quân đội Cao Đài giữa 2 ứng viên là Thiếu tướng Nguyễn Thành Phương và Đại tá Lê Văn Tất. Kết quả thiên về Đại tá Lê Văn Tất đã kích động ông cùng Đại tá Trình Minh Thế thực hiện âm mưu bắt cóc Trung tướng Trần Quang Vinh đem giam ở núi Bà Đen, gây áp lực buộc Hộ pháp Phạm Công Tắc thăng cấp Trung tướng và bổ nhiệm ông làm Tổng Tư lệnh Quân đội Cao Đài. Hành động này càng khoét sâu thêm mâu thuẫn giữa các chức sắc và chỉ huy quân sự. Tuy nhiên, tướng Trần Quang Vinh vẫn tiếp tục bị giam giữ cho đến tận ngày 18 tháng 4 năm 1954 mới được thả. Sau đó, Giáo sư Trần Quang Vinh tìm cách trốn vào thành phố Sài Gòn rồi tìm cách sang Pháp để tránh hiểm nguy.

## Vinh quang ngắn ngủi
Với thất bại tại trận Điện Biên Phủ, người Pháp phải chuẩn bị rút khỏi Việt Nam. Tân thủ tướng Ngô Đình Diệm, với mục tiêu loại trừ thế lực thân Pháp, đã tìm cách chiêu mộ ông về hợp tác. Ngày 1 tháng 4 năm 1955, ông được đồng hóa cấp bậc Thiếu tướng Quân đội Quốc gia Việt Nam và được giữ chức vụ Quốc vụ khanh kiêm Ủy viên Hội đồng Quốc phòng trong Nội các của Chính phủ Ngô Đình Diệm thay thế Trung tướng Hòa Hảo Trần Văn Soái. Trước hành động này của ông, Hộ pháp Phạm Công Tắc đe dọa sẽ ra lệnh giải tán Quân đội Cao Đài để tước trừ quyền lực của các chỉ huy. Ngày 31 tháng 11 năm 1955, ông từ nhiệm chức vụ Quốc vụ khanh và Ủy viên Quốc phòng. Thượng tuần tháng 12 cùng năm, ông đưa 8.000 binh sĩ dưới quyền làm lễ quy thuận Chính phủ Ngô Đình Diệm. Đổi lại, ông được Thủ tướng Diệm đồng hóa cho ông cấp Trung tướng thuộc Quân đội Quốc gia.
Với sự ủng hộ của ông, và sau đó là tướng Trình Minh Thế, Thủ tướng Diệm đã rảnh tay để cô lập và tiêu diệt các lực lượng giáo phái, quân phiệt cát cứ còn lại như Bình Xuyên, Hòa Hảo. Sau khi 2 thế lực trên hầu như không còn thế lực đủ để đe dọa địa vị của Thủ tướng Diệm, ngày 5 tháng 10 năm 1955, ông được Thủ tướng Diệm ra lệnh đưa các binh sĩ thuộc quyền tiến vào Tòa Thánh Tây Ninh gây áp lực với Hộ pháp Phạm Công Tắc. Bất lực trước thời cuộc, Hộ pháp Phạm Công Tắc đành đào vong sang Campuchia và sống tại đây cho đến tận cuối đời.
Sau khi Hộ pháp Phạm Công Tắc phải lưu vong, Thủ tướng Diệm đã cho thực hiện cuộc Trưng cầu dân ý và trở thành Tổng thống. Tháng 11 năm 1955, tân Tổng thống ra lệnh khởi tố ông trong bản án gây tranh cãi về tội "tàng trữ xe hơi", sa thải ông khỏi các chức vụ trong quân đội và chính quyền, đồng thời tịch thu tài sản. Từ đó ông có thái độ bất mãn, nhưng do sự kiểm soát quá chặt chẽ, nên hầu như không thể làm được gì.

## Cuối đời
Năm 1961 ông tìm cách ra tranh cử với vai trò ứng cử viên Phó Tổng thống đứng cùng với ứng cử viên Tổng thống Nguyễn Đình Quát nhiệm kỳ 1961-1966 trong liên danh II nhưng không đắc cử vì số phiếu quá ít. Cuộc đời chính trị của ông chấm dứt thê thảm trong cảnh túng thiếu, nghèo nàn. Năm 1963, sau cuộc đảo chính lật đổ Tổng thống Ngô Đình Diệm, Hội đồng Quân nhân Cách mạng thấy ông không còn phù hợp vào bất cứ chức vụ gì trong quân đội cũng như chính quyền nên đã cho ông giải ngũ.